# Pawłówko (powiat chojnicki)
Pawłówko – wieś w Polsce położona w województwie pomorskim, w powiecie chojnickim, w gminie Chojnice.
Wieś przy szlaku linii kolejowej Chojnice-Tuchola, stanowi sołectwo gminy Chojnice, w skład którego wchodzi również miejscowość Lipienice. Połączenie z centrum Chojnic zapewnia autobusy komunikacji miejskiej (linia nr 2).
W latach 1975–1998 miejscowość należała administracyjnie do województwa bydgoskiego.

## Historia
Według noty Słownika geograficznego Królestwa Polskiego z roku 1886 Pawłówko, z niemiecka zwany Klein Paglau, był to w XIX wieku majątek szlachecki, w ówczesnym powiecie chojnickim, stacja pocztowa, kolejowa oraz parafia ewangelicka w pobliskich Chojnicach. Parafia rzymskokatolicka w Nowej Cerkwi odległej o 35 km. W 1863 roku spisano tu 15 budynków, w tym 6 mieszkalnych. Mieszkańców 72 osoby, w tym: 40 katolików i 32 ewangelików. Zajmowano się głównie uprawą roli, hodowlą owiec i skopów, we wsi była mleczarnia.